# أرتور ميكاليان
أرتور ميكاليان (بالأرمنية: Արթուր Միքայելյան)‏ (باليونانية: Αρτούρ Μικαελιάν)‏ (مواليد 8 مارس 1970) هو ملاكم أرميني، انتقل إلى اليونان عام 1997 ومثّلها في الألعاب الأولمبية الصيفية 2000.

## وصلات خارجية
أرتور ميكاليان على موقع اللجنة الأولمبية الدولية (الإنجليزية)
- أرتور ميكاليان على موقع أوليمبيديا (الإنجليزية)